# Mansa
Mansa (u kolonijalno vrijeme Fort Rosebery) glavni je grad zambijske pokrajine Luapula. Leži na sjeveru države, na 1200 metara nadmorske visine, u blizini granice s Demokratskom Republikom Kongo. Razvio se tijekom 1960-ih, a danas je većinom trgovački centar regije.
Mansa je 2010. imala oko 55 tisuća stanovnika.

## Vanjske poveznice
- Mansa na stranici Turističke zajednice Zambije  Arhivirana inačica izvorne stranice od 2. rujna 2011. (Wayback Machine) (engl.)